# Westlicher Düppeler Forst
Westlicher Düppeler Forst este o arie protejată (arie de protecție specială avifaunistică — SPA) din Germania întinsă pe o suprafață de 944,04 ha, integral pe uscat.

## Localizare
Centrul sitului Westlicher Düppeler Forst este situat la coordonatele 52°25′35″N 13°08′00″E / 52.4264°N 13.1333°E.

## Înființare
Situl Westlicher Düppeler Forst a fost declarat arie de protecție specială avifaunistică în iunie 2003 pentru a proteja 12 specii de animale.

## Biodiversitate
Situată în ecoregiunea continentală, aria protejată nu include niciun habitat protejat.
La baza desemnării sitului se află mai multe specii protejate de  păsări (12): lăcar mare (Acrocephalus arundinaceus), pescăruș albastru (Alcedo atthis), ciocănitoarea de stejar (Dendrocopos medius), ciocănitoare neagră (Dryocopus martius), muscar (Ficedula parva), codalb (Haliaeetus albicilla), sfrâncioc roșiatic (Lanius collurio), ciocârlie de pădure (Lullula arborea), gaia neagră (Milvus migrans), gaia roșie (Milvus milvus), viespar (Pernis apivorus), silvie porumbacă (Sylvia nisoria)